# FIM-92 スティンガー
FIM-92 スティンガー（FIM-92 Stinger）は、ジェネラル・ダイナミクス社が開発した携帯式防空ミサイルシステム（MANPADS、携SAMシステム）である。同社のFIM-43 レッドアイの後継であり、アメリカ陸軍では1981年に初期作戦能力（IOC）を達成した。「スティンガー」は、英語で「毒針」の意。

## 開発に至る経緯

### レッドアイ計画の発足と難航
1950年代半ばまでに高・中高度防空 (HIMAD) 兵器が長足の進歩を遂げたことで、アメリカ陸軍は、これらを避けて低高度で侵入してくる航空機の割合が増えると予測したものの、この時点で配備されていた低高度防空兵器である12.7mm機関銃と40mm機関砲は急速に陳腐化しつつあった。1954年に陸軍装備開発指針（AEDG）が改訂された際には、12.7mm機関銃と同様に全ての要員に配備できる低高度防空兵器の必要性が見直され、また赤外線による光波ホーミング誘導の可能性が検討されることになった。
1955年、ジェネラル・ダイナミクス（GD）社コンベア部門は、これらの要請に応えて超軽量で携行可能な低高度ミサイル・システムの実行可能性調査を開始した。これによって構想されたのがレッドアイであり、1956年11月30日には陸軍・海兵隊の代表に対しプレゼンテーションを行い、1957年には、レッドストーン兵器廠での審査においてスペリーやノースアメリカンの対案を下して最善の評価を得た。陸軍は更なる技術開発が必要と考えていたが、海兵隊は直ちに開発に移行することを要望し、1958年6月にはレッドアイ計画が正式に発足した。
初期の試験は成功したものの、開発が進むとともに多くの問題が浮上し、1960年12月までに、レッドアイの複雑さと更なる技術開発の必要性が明白になっていた。1962年1月には計画の見直しが承認されたものの、7月初頭には再度修正された。10月には、まず基本となるレッドアイを開発した後に、より優れた性能を備えたレッドアイIIを開発するという二段構えの開発計画が提唱されており、以後の開発はおおむねこの方針に沿って進められていった。陸軍へのレッドアイの配備は、当初計画より6年遅れの1967年10月より開始された。

### ASDPとレッドアイII計画の発足
陸軍ミサイル司令部 (MICOM) では、1966年度より発展型センサー開発計画（Advanced Sensor Development Program: ASDP）を開始し、海兵隊も資金を提供した。ASDPの主目的は、既存のレッドアイに内在する性能上の制約を解消し、1975年以降の低高度固定翼機・回転翼機の脅威に対抗できる改良型レッドアイを開発することであった。
1965年7月の契約に基づいて着手されたフェーズIの研究では全方位交戦能力の付与が目標とされ、受光素子の素材をセレン化鉛（PbSe）に変更するとともに、見越し射撃を行うために必要な偏差を算出するため、様々なジェット機のエンジン排気（プルーム）の調査が行われた。レッドアイ ブロック3にこの誘導装置を組み合わせたミサイルはレッドアイPIP（Product Improvement Program）-Iと称され、続くフェーズIIではこのミサイルの飛行試験が行われた。一方、フェーズIIIの研究では高速目標との交戦能力の付与が目標とされ、新設計の弾体やロケットモーターが開発された。フェーズIIまでで開発された誘導装置にこの弾体やロケットモーターを組み合わせたミサイルはレッドアイPIP-IIと称された。その後も順次に研究開発が継続され、1970年12月までにフェーズVが完了したが、この過程からレッドアイIIが派生した。
1968年7月1日に陸軍省（DA）が承認したTRAADS（Technical Review of Army Air Defense Systems）において発展型携帯式防空ミサイルシステム（MANPADS）の必要性が盛り込まれ、1970年1月29日にはDAが同種システムの定性的資材開発目標（Qualitative Materiel Development Objective: QMDO）を承認、1971年2月16日から17日にかけてレッドストーン兵器廠で特別IPR（In-Process Review）が行われた。このIPRでは、レッドアイII、レッドアイPIP-I、レッドアイPIP-IIとともにイギリスのブローパイプおよび他の研究開発計画の成果3案が俎上に載せられていたが、検討の結果、レッドアイIIをもとに敵味方識別装置（IFF）および暗視装置（NVD）を付加したシステムを直ちに開発することが提言された。

### スティンガーへの改称と開発進展
1971年4月にはMICOMにおいてレッドアイIIタスクチームが組織され、8月にはMICOMでレッドアイIIシステム開発計画IPRが実施され、10月にはXFIM-92A（レッドアイII）運営室が設置された。1972年1月5日にはMICOMでレッドアイIIのプロジェクトマネージャが指名され、3月10日にはスティンガーと改称された。6月27日にはGD社に対して技術開発契約が発注された。1973年8月より発射試験が開始され、1974年にはホワイトサンズ・ミサイル実験場で誘導試射が行われた。
初期の誘導試射では多くの問題が露呈し、MICOMはフォード・エアロニュートロニック社に対し、レーザー誘導方式を採用した代替案の開発を要請した。一方、GD社はスティンガーの設計を見直して、使用される電子部品の総数を15％削減、別個のグリップストック・アセンブリを導入したことで、1975年の試射では成績は大幅に改善した。1976年2月までに、国防総省は初期の問題点は克服されたと見做すようになり、1977年にはフォード社のスティンガー代替案への資金拠出は停止された。1978年には生産段階への移行が承認され、1979年には生産が開始され、同年には最初の量産機が納入された。1981年2月、FIM-92Aを配備された最初の部隊が初期作戦能力（IOC）を達成した。

## 設計

### ミサイル本体

#### 誘導装置
ミサイルの誘導方式にはレッドアイと同じく赤外線誘導が採用されたが、赤外線センサの素材としては、レッドアイでは硫化鉛（PbS）、レッドアイPIPではセレン化鉛（PbSe）が用いられていたのに対し、スティンガーの原型ミサイル（FIM-92A）ではアンチモン化インジウム（InSb）が採用された。検知波長は4.1-4.4マイクロメートルであり、量子型（冷却型）赤外線センサであることから、アルゴンガスを冷媒とした冷却措置が導入されている。このように赤外線センサーが変更されたことで、航空機の排気口そのものではなくエンジン排気（プルーム）から放射される赤外線も捕捉できるようになり、これを捕捉した上で見越し偏差（lead bias）を計算に入れた誘導を行うことで目標の前方象限からでも交戦可能となり、全方位交戦能力を達成している。ミサイルが目標に接近するとTAG（Target Adaptive Guidance）回路が起動し、ミサイルが目標に命中する直前1秒以内に、ミサイルの弾道を目標のプルームから目標それ自体へと変更させる。
一方、1977年からは新型のPOST（Passive Optical Seeker Technique）誘導装置が開発された。この誘導装置は、赤外線を検知するInSb素子に加えて硫化カドミウム（CdS）素子を導入することで紫外線領域にも対応し、誘導方式を二波長光波ホーミング（IR/UVH）とした。これによって全方位交戦能力が更に向上したほか、スキャン方式をレティクル追尾方式からロゼット・パターン方式に変更して、赤外線妨害技術への抗堪性（IRCCM能力）も向上している。これを搭載したスティンガー-POST（FIM-92B）の低率生産は1983年より開始されたが、原型ミサイル（FIM-92A）の調達も並行して継続された。アメリカ陸軍は保有するスティンガー・ミサイルの75パーセントをPOST型とする計画だったが、実際には発展型の開発が進展したことで、FIM-92A/Bの生産はいずれも1987年で打ち切られ、前者は15,669発、後者は600発以下の生産に留まった。
この発展型がスティンガー-RMP（Reprogrammable Microprocessor）で、最新の脅威に対応できるように再プログラミング可能な新しいマイクロプロセッサを導入したものであり、1984年より開発を開始していた。このバージョンの最初のモデルであるFIM-92Cの引き渡しは1988年より開始された。また1992年度予算以降の調達分はIRCCM能力を強化したブロックIに移行し、制式名はFIM-92Dとなった。
ADATSの計画中止を受けて、スティンガーの性能を向上させたブロックII（FIM-92E）の開発が着手されたが、誘導装置については、128×128の面素子 (FPA) を用いた赤外線画像誘導（IIR）方式と、レーザー誘導方式とが検討されて、前者が採択された。ただし当局は、同計画への資金拠出を打ち切った。

#### 弾頭部
弾頭はピカティニー・アーセナル製で、重量3 kg、スムース・フラグメンテーション・ケーシングを使用した爆風破片効果型である。
M934E6信管も、同工廠が陸軍兵器研究開発コマンド（ARRADCOM）の支援の下で開発したものである。発射後、ミサイルが20秒飛翔した時点で信管が活性化し、着発起爆とミサイルの自爆の両方が可能になる。

#### 推進装置

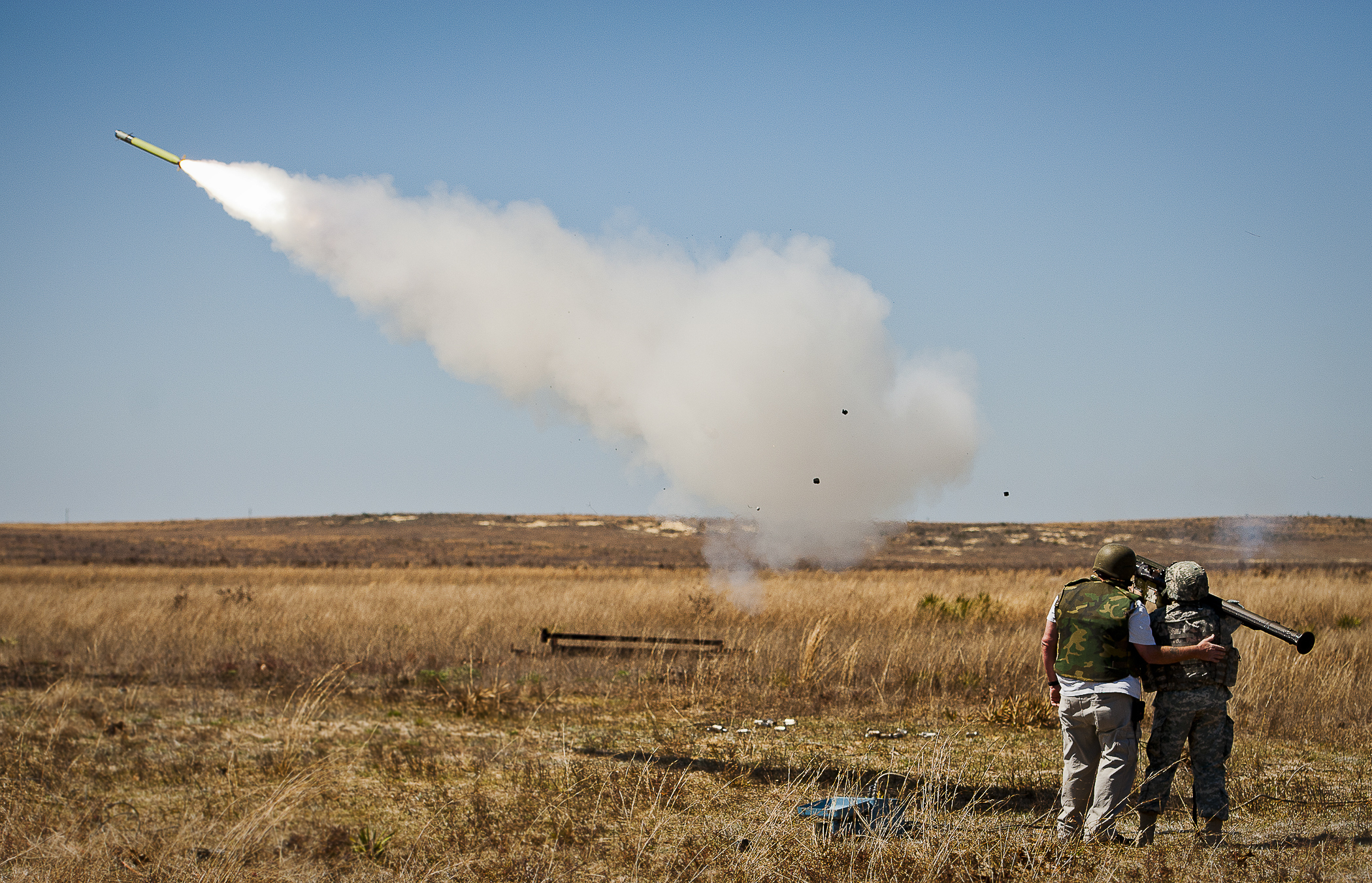
発射機から9-10m離れたところでミサイルのロケットモーターが点火、加速、操舵しつつ飛んでゆく

推進装置としてはアトランティック・リサーチ（後のエアロジェット）のMk.12 mod.1固体燃料ロケットが用いられる。これはローンチ・ブースト・サステイン・システムと呼ばれ、3つのフェーズにわけて燃焼することで、MANPADSとして適した飛行特性を発揮できる。発射時の爆風から射手を守るため、ミサイルが発射管から完全に離脱する前に1段目の射出モーターの燃焼は終了し、しばらく惰性で飛翔した後にブースタ/サステナ併用モーターが燃焼を開始する。
これらのロケット・モーターは、部分的にはレッドアイのものをベースとしているが、推進剤技術の進歩によって性能は向上した。コンポジット推進薬が採用され、酸化剤は過塩素酸アンモニウム、助燃剤はアルミニウム粉末でレッドアイと変わらないが、燃料剤は末端水酸基ポリブタジエン（HTPB）となった。ミサイルの最大飛翔速度はマッハ2.2とされている。
なお操舵は、前部の4枚のフィンのうち2枚が作動することによって行われる。

#### 諸元表
|              | FIM-92A （原型）                | FIM-92B （POST型）              | FIM-92C （RMP型）               |
| ------------ | ------------------------------- | ------------------------------- | ------------------------------- |
| 直径         | 70 cm (28 in)                   | 70 cm (28 in)                   | 70 cm (28 in)                   |
| 全長         | 1.52 m (5.0 ft)                 | 1.52 m (5.0 ft)                 | 1.52 m (5.0 ft)                 |
| 全幅         | 91 cm (36 in)                   | 91 cm (36 in)                   | 91 cm (36 in)                   |
| 発射重量     | 10.1 kg (22 lb)                 | 10.1 kg (22 lb)                 | 10.1 kg (22 lb)                 |
| システム重量 | 15.7 kg (35 lb)（ミサイル含む） | 15.7 kg (35 lb)（ミサイル含む） | 15.7 kg (35 lb)（ミサイル含む） |
| 推進方式     | 固体燃料ロケット                | 固体燃料ロケット                | 固体燃料ロケット                |
| 誘導方式     | 赤外線ホーミング（IRH）         | 二波長光波ホーミング（IR/UVH）  | 二波長光波ホーミング（IR/UVH）  |
| 有効射程     | 4,000 m                         | 4,500 m                         | 4,500 m                         |
| 有効射高     | 3,500 m                         | 3,800 m                         | 3,800 m                         |
| 飛翔速度     | Mach 2.2 (748.64 m/s)           | Mach 2.2 (748.64 m/s)           | Mach 2.2 (748.64 m/s)           |

### システム構成

#### 携帯型

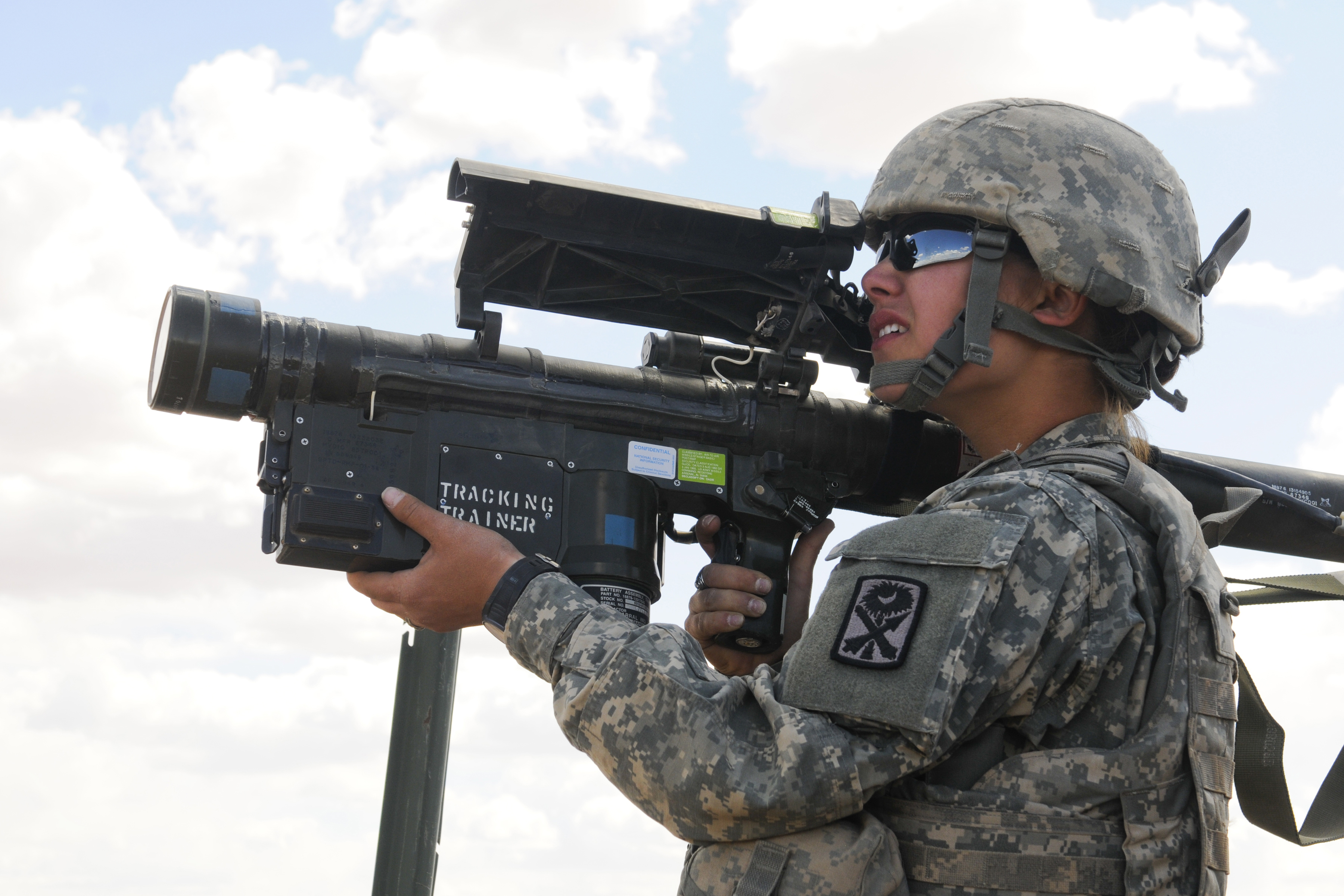
FIM-92 スティンガーの構成と構え方を示す。標的ドローンに対する実射訓練において

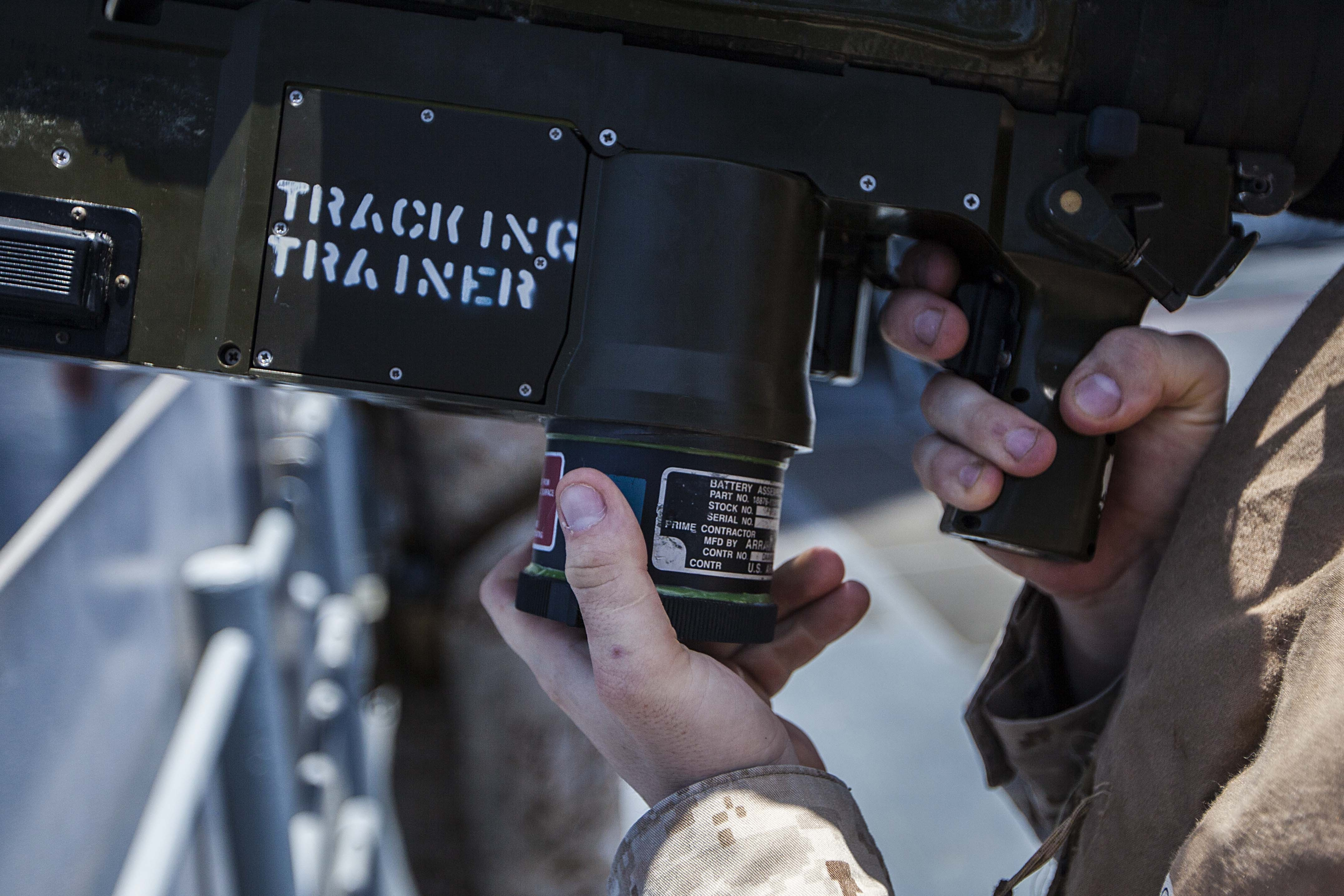
BCU。

スティンガーはレッドアイと同じく人力携行可能（man-portable）な肩撃ち式（shoulder-launched）のシステムを基本とするが、レッドアイII計画時代の検討を踏まえて、敵味方識別装置（IFF）および暗視装置（NVD）を付加できるようになった。
システムは、ミサイル、グリップストック、IFFインテロゲーター、バッテリー・冷媒ユニット（BCU）を備えたランチャーアッセンブリーから構成される。ランチャーアッセンブリーは、ガラス繊維製の発射管と、発射時に破砕できるカバー、照準器、乾燥剤、冷却水ライン、ジャイロ・ボアサイト・コイル、担送用スリングで構成される。またグリップストックは取り外し可能で、BCUの受け口とIFFの接続端子を備えている。またBCU通電用のインパルス発生器や武器発射トリガー、IFFインテロゲーターのスイッチや折りたたみ式アンテナなども備えている。
通常、目標を発見すると、射手はシステムを肩に担ぎ、BCUをグリップストックの受け口に挿入し、IFFアンテナを展開する。次にランチャー・チューブの前面保護カバーを外してミサイルの誘導装置の視野に目標が入るようにするとともに、オープン・サイト・アセンブリを持ち上げ、IFFインターロゲーター・ユニットをケーブルでグリップ・ストックに接続する。これで射手は目標を視覚的に捕捉する準備が整ったことになり、照準器の機能を使って射程距離を推定する。また必要であればIFFによって目標の敵味方識別を行うが、この機能は武器を作動させることなく使用可能であり、識別可能距離は10km、方位範囲は基本的に光学照準器と同じであり、IFFのスイッチを押下してから0.7秒後の音声信号によって結果が通知される。
IFFにより目標が非友好的と判断した場合、航空機の追跡を続け、インパルス発生器を起動して武器システムを作動させる。これによりBCUが通電され、加圧された冷媒が誘導装置の検知器に放出されるとともに、バイポーラ電源として少なくとも45秒間は20ボルトの電力を発生させて、発射前に必要なすべての電力を供給する。誘導装置が目標を捕捉するのに十分な赤外線ないし紫外線エネルギーを受信すると、音声信号によって射手に通知される。追尾とミサイル起動に要する時間は合計約6秒。その後、シーカー・アンケージ・バーを押し下げ、オープン・サイトを使って高仰角と見越し角を入力する。
これらの手順が完了したのちに発射トリガーを押し、発射後のミサイルの電力供給を担うミサイル・バッテリーを作動させたのち、グリップストックへのアンビリカルコネクターが引き込まる。発射トリガーが押されてから射出モーターが点火するまでの時間はわずか1.7秒である。点火と同時に発生する初期推力がミサイル機体にロールを与え、信管の時限装置を始動させる。ミサイルとその排気は、発射管の両端にあるフレキシブル・ディスクを突き破る。
- 発射器に訓練用の模擬ミサイルを挿入する様子
- 上掲写真の続き

#### 車載型

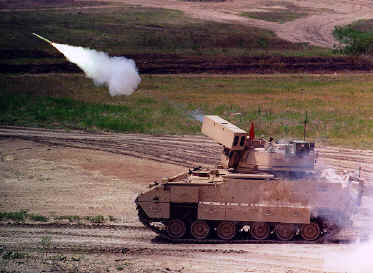
M6 ラインバッカー

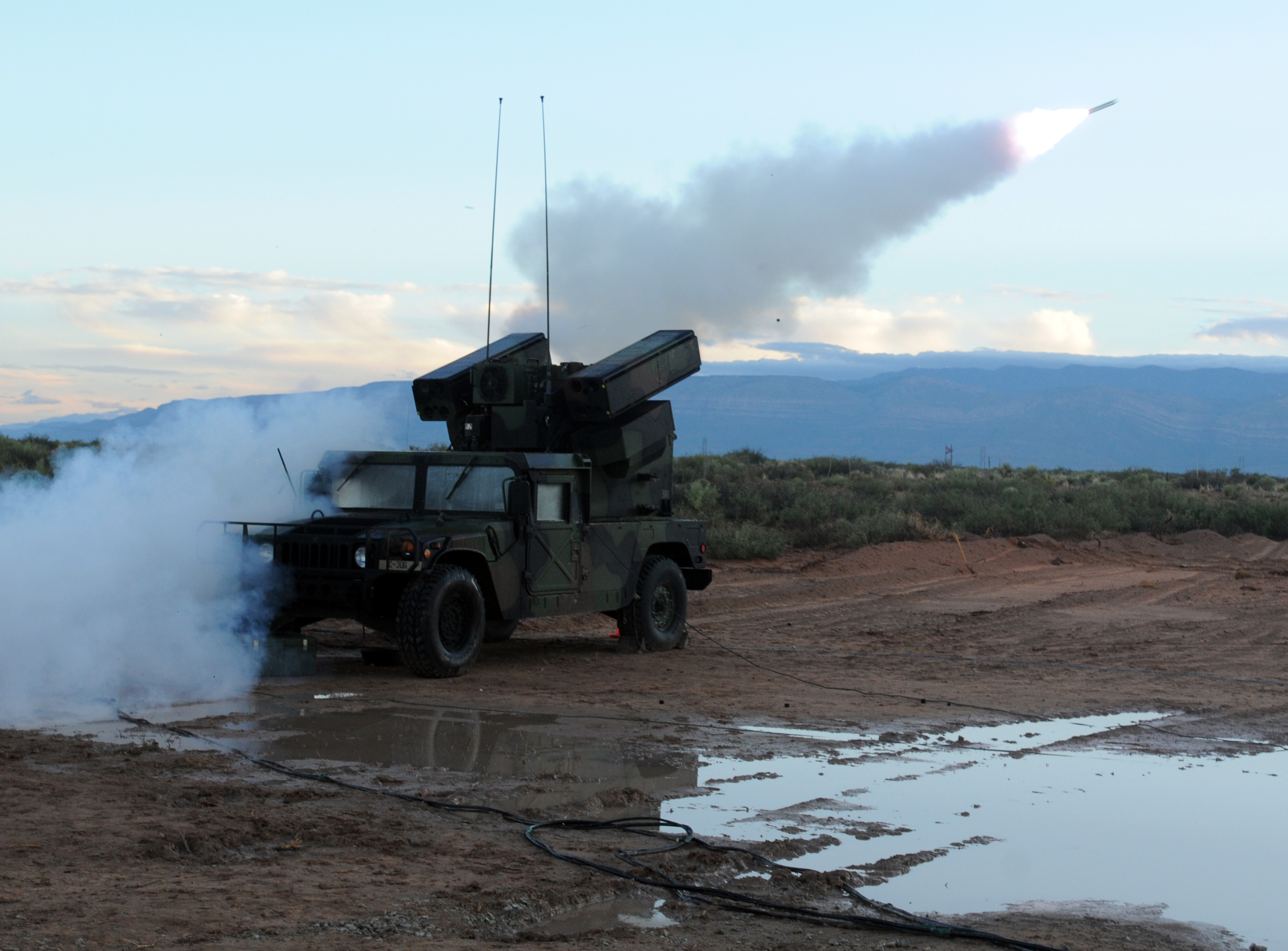
スティンガーミサイルを発射するアベンジャー

1986年、アメリカ陸軍は架台式スティンガー（Pedestal-Mounted Stinger: PMS）の提案依頼書を発出した。3社が応募し、それぞれハンヴィーを用いたプロトタイプを製作して評価試験を行ったのち、1987年8月にボーイングのアベンジャーシステムが採択された。同システムでは電力はBCUではなく車両側から供給されるほか、目標の捕捉はFLIRによって行うことができる。
その他にも、下記のように様々な車両への搭載例がある。
- ブラッドレーSFV（Stinger Fighting Vehicle）
- M6 ラインバッカー
- M1097 アベンジャー防空システム
- M163対空自走砲（イスラエル国防軍の独自改良型）
- ヴィーゼル2 Ozelot
- ゲパルト自走対空砲（左側の35mm機関砲側面に2発搭載）
- LAV-AD - LAV-25の車種（アメリカ海兵隊）
- M163 マフベト - M163 VADSのイスラエル軍による改修型

#### 空対空型
AIM-92またはATAS（Air to Air Stinger）は、近距離空対空ミサイル版である。ヘリコプターや軽飛行機、無人航空機の自衛用武装として使用される。
初期型であるATAS Block Iは1978年より、原型機をベースとして開発され、1988年より配備に入った。現在では、RMP型をベースに開発されたATAS Block IIに配備は移行している。新型のATAL発射機を使用した場合、ホバリングから136ノットの前進飛行、30ノットでの側面機動、バンク角22度での旋回までの飛行状態で発射することができる。

#### 艦対空型

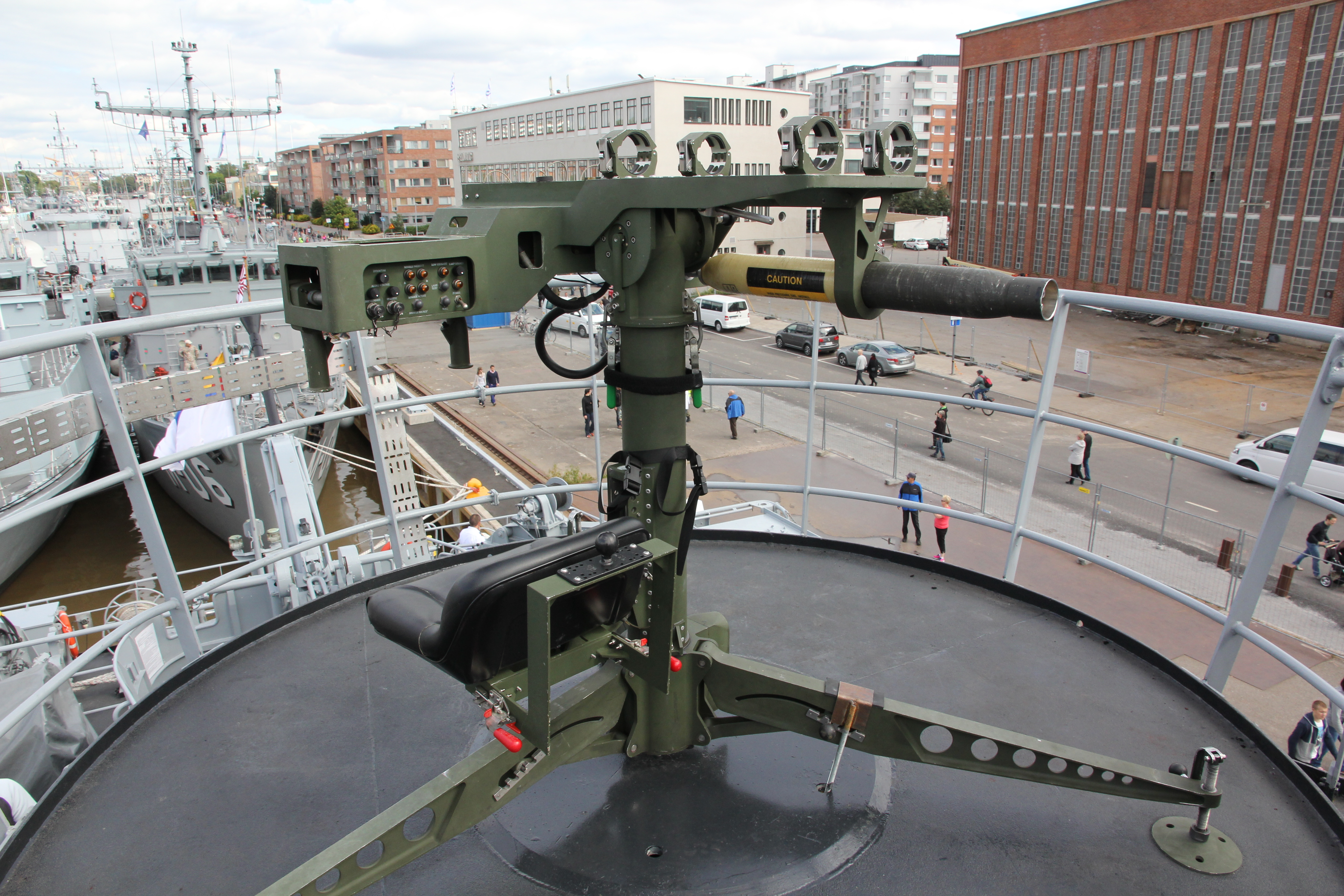
リトアニア海軍の機雷敷設艦に設置されたスティンガー連装発射機。ミサイルは非装填状態。

アメリカ海軍は、1984年より携帯型スティンガーの調達を開始し、中東に配備される軍艦や補助艦を中心として配備した。一部の艦では、射手が体をあずけることができるリング状の構造物が設置された。ただし射手を防護するような措置は講じられていないため、艦上に設置されているレーダーなどの電波に曝されてしまうという問題があり、またスティンガーを発射したときの爆風によって艦の構造物が損傷するおそれもあって、1989年度で調達は打ち切られた。
一方、スティンガーの製造元であるレイセオンやライセンス生産元であるLFK社、その他のサードパーティーでは艦上に設置するための専用発射機を製造・供給しており、ドイツ海軍やデンマーク海軍などで採用されている。

## 運用
現在、実用化されている携帯型地対空ミサイルの中では最も命中率が良いミサイルとされ、ギネスブックにも掲載されている（2011年79%）。欠点としては、目標を目視で発見しなければいけない点やバッテリーの持続時間（最大45秒）などが挙げられる。目標の捜索のため、上級司令部のレーダーからの情報を受け取るほか、アメリカ陸軍の歩兵旅団戦闘団やアメリカ海兵隊の海兵空地任務部隊のスティンガー部隊においては、可搬式のAN/UPS-3 レーダーが配備されている。

### 採用国

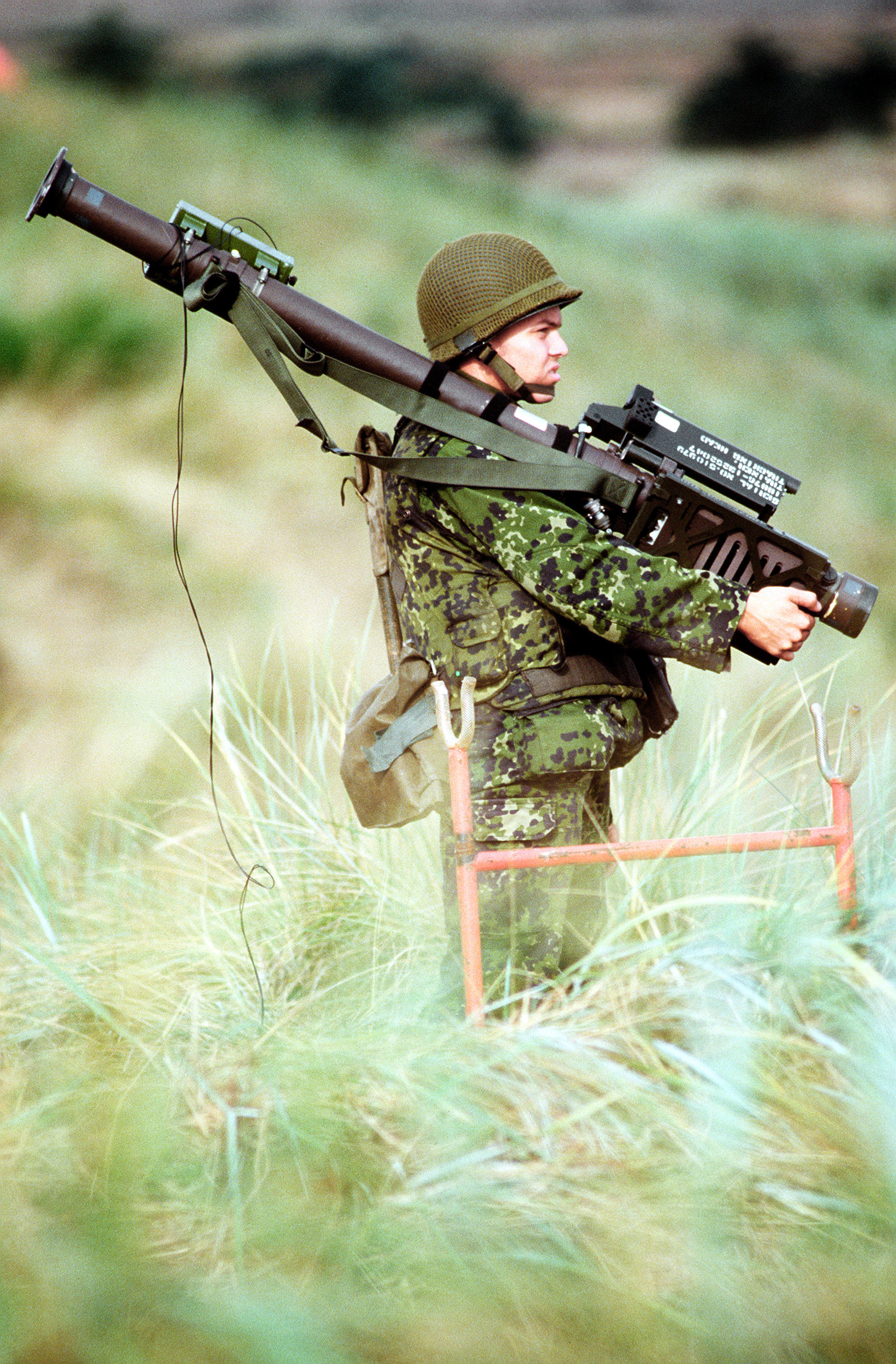
スティンガーを担ぐデンマーク陸軍兵士

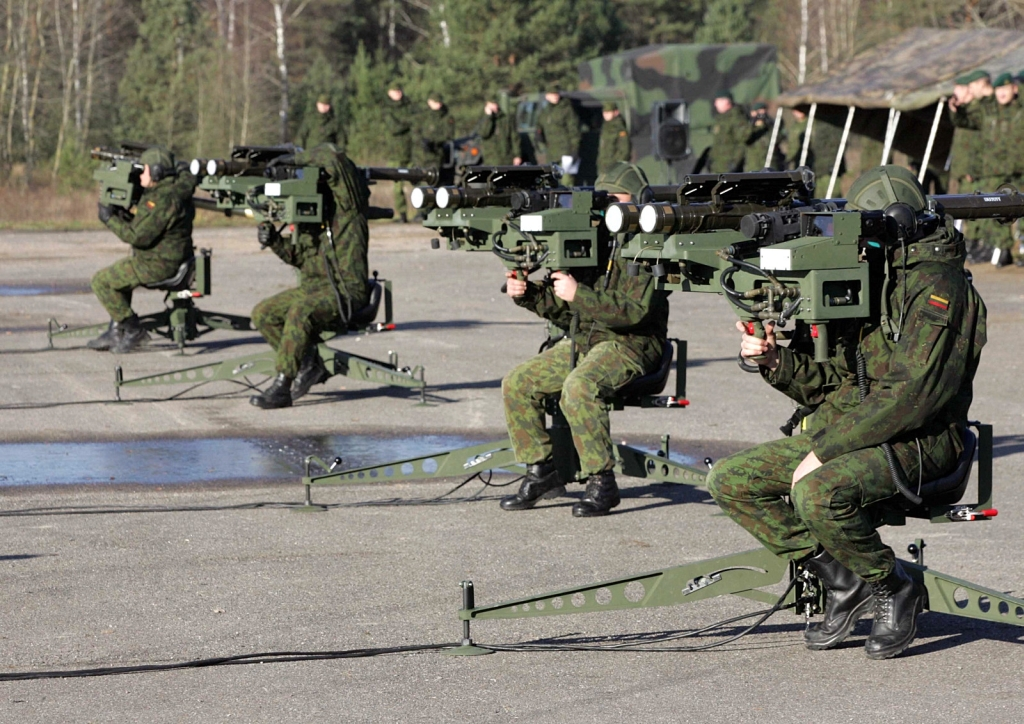
設置型スティンガーのデモを行うリトアニア陸軍兵士

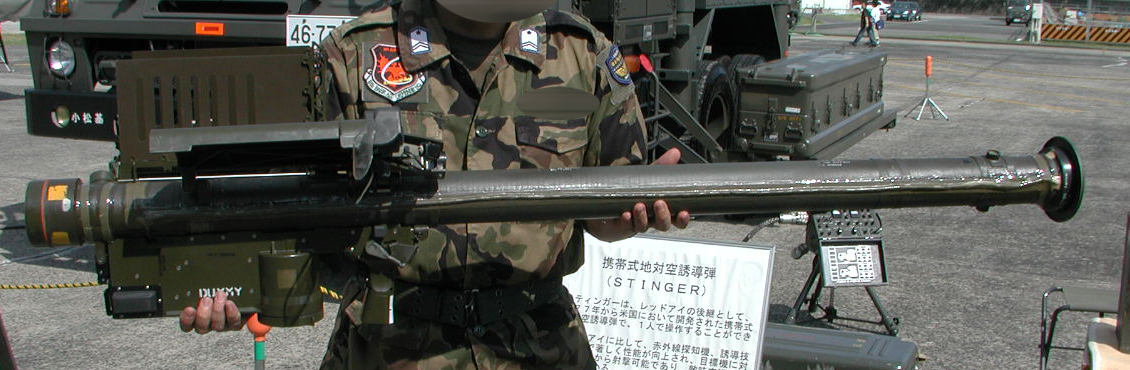
航空自衛隊で使用されていたスティンガー

- アフガニスタン
- アルバニア
- アンゴラ
- ボスニア・ヘルツェゴビナ
- ボツワナ
- ブルガリア
- カンボジア
- チェコ
- チリ
- デンマーク - デンマーク陸軍[18]
- アルジェリア
- エジプト - エジプト陸軍[19]
- ドイツ
- ギリシャ
- クロアチア
- イスラエル
- イタリア
- イラク
- 日本

1981年度に初めて調達され、1983年度から陸上自衛隊の特科部隊や戦車部隊を中心に部隊配備が行われた。現在は91式携帯地対空誘導弾に更新されたが、AH-64Dが装備する空対空型はまだ使用されている。
- 中華民国（台湾）

海軍陸戦隊で使用。
- 韓国

現在はKP-SAM 神弓およびミストラルに更新。
- ラトビア[21]
- リトアニア
- モザンビーク
- ミャンマー
- オランダ - オランダ陸軍、オランダ海兵隊[22]
- ナイジェリア
- ニカラグア
- ノルウェー
- モロッコ
- パキスタン
- ポルトガル
- カタール - カタール空軍[23]
- スロベニア
- スイス
- 西サハラ
- タイ
- トルコ
- イギリス
- ベトナム
- アメリカ合衆国
- コントラ
- ムジャヒディン
- 民主カンプチア連合政府
- ウクライナ

2022年ロシアのウクライナ侵攻において、リトアニアとラトビアからそれぞれ具体数は不明だがアメリカ国防総省承認の元、スティンガーミサイルが譲渡されている。 オランダから200基供与される。 ドイツから500基供与される。 デンマークは軍が装備している300基分の部品をアメリカに譲渡する用意があり、アメリカはこれらを組み立てて独自のミサイルとして運用できると公表（実質、ウクライナへの間接的供与）。　イタリア とアメリカ もそれぞれ具体数非公表ながら供与すると公表。5月22日にはスティンガーミサイルを用いてSu-25攻撃機を撃墜している。
ソビエト連邦のアフガニスタン侵攻(1978年-1989年)では、ソ連と敵対するムジャーヒディーンに対して非公式であるが供与（サイクロン作戦）され、Mi-24などの重武装ヘリコプターを撃墜できたことから、一躍その性能を世間に顕した。アメリカ軍によるアフガニスタンのアルカーイダ掃討作戦の際にはこれの存在が脅威となるという説があったが、バッテリーや冷却ガスの供給やメンテナンスの行き届かぬ環境下で約10年が経過しており、稼働状態にあるものはほとんど残っていなかったと考えられる。また、ホワイトハウスにも前述の派生型であるアベンジャーシステムが設置されている。

## 登場作品

### 映画・テレビドラマ
『アパッチ』
終盤、AH-64 アパッチに搭載されているものが取り外され個人で使用される。
『ウルトラマンパワード』
第1話にて、W.I.N.R.のリック・サンダース隊員が、バルタン星人に対して使用する。
『エンド・オブ・キングダム』
テロリストがロンドン脱出の為に大統領が乗ったマリーンワンを撃墜するのに使用し随伴機を含めVH-60 プレジデントホーク全機を撃墜する。
『ダウン』
『チャーリー・ウィルソンズ・ウォー』
ムジャーヒディーンがソ連空軍のMi-24 ハインドに対して発射し、3機を撃墜する。
『沈黙の戦艦』
アイオワ級戦艦「ミズーリ」を占拠したテロリストたちが、Navy SEALsを乗せて接近してくるCH-46 シーナイトと護衛機のAH-64に対して発射する。
『トゥルーライズ』
核弾頭を運ぶ「真紅のジハード」が、飛来するアメリカ海兵隊のAV-8B ハリアーIIに向けて発射するが、バックブラストを考えず発射したため、後ろに居た仲間を吹き飛ばしてしまう。また発射したミサイルも、結局ハリアーⅡに回避され命中しなかった。
『ネイビー・シールズ』
レバノンの武装勢力が使用する。中盤、主人公らが手榴弾で破壊しようと試みるも失敗に終わる。
しかし、終盤、ほとんどのスティンガーミサイルを破壊されM1919を搭載したトラックで追ってきた武装勢力を、逆にこちらのスティンガーミサイルで破壊する。
『特捜刑事マイアミ・バイス』(テレビシリーズ)
シーズン1・7話：武器商人のトニー・アマート(ブルース・ウィリス)がスティンガーを密売しようとする。
シーズン3・1話：IRAのショーン・クルーン(リーアム・ニーソン)がコンコルドの撃墜を計画する。同じエピソードで主人公が乗るフェラーリがスティンガーで爆破される。

### アニメ・漫画
『Cat Shit One'80』
『Fate/Zero』
アニメ版第19話で衛宮切嗣が使用。
『FUTURE WAR 198X年』
西ドイツリーンベルゲン地方の空軍基地に配備されており、ソ連特殊部隊を乗せて飛来したAn-12を撃墜する。中盤の東西ドイツ国境での戦車戦では、NATO軍がワルシャワ条約機構軍のシュトゥルモヴィークを撃墜するのに使用。
『攻殻機動隊 S.A.C. 2nd GIG』
アニメ版第24話で、クゼと難民達が使用し、出島上空に展開してジャミングを行う海上自衛軍のEP-3C哨戒機を撃墜する。
『ゴルゴ13』
ビッグコミック連載版の第339話「スティンガー」と第418話「装甲兵SDR2」に登場。いずれも主人公、ゴルゴ13と敵対する側が使い、後者ではゴルゴ13が逃走に使った軽飛行機を損傷させ、不時着へと追い込む。また、アニメ第21話「ガリンペイロ」ではゴルゴ13が使用し、ヘリコプター数機を撃墜する。
『絶園のテンペスト』
『続・戦国自衛隊』
アメリカ海兵隊が使うAH-64D アパッチ・ロングボウに搭載されているほか、大阪城での戦いにおいて、自衛隊員がアメリカ海兵隊からの鹵獲品を使い、AV-8B ハリアーIIを撃墜する。
『ひなろじ ～from Luck & Logic～』
アニメ第3話で神楽静葉が使用。
『マンモス』
主人公と敵対する傭兵が使用するが、全て人に向けて使用する。
『ヨルムンガンド』
CCAT社のカリー社長が東ヨーロッパ中から中古の発射機、新品の弾体をかき集めてロシア某国の山岳兵へ納入する。

### 小説
『官邸襲撃』
高嶋哲夫の小説。日本の首相官邸を占拠したテロリストらが装備しており、官邸に近づいた報道ヘリコプターや、官邸への突入を試みるネイビーシールズ隊員らを乗せたMH-47ヘリコプターを撃墜する際に使用される。このうちMH-47に発射されたスティンガーは、MH-47が放ったフレアにより命中せず、テロリストが無誘導のSMAW ロケットランチャーによる攻撃に切り替える。
『国家転覆 199Xクーデター計画』
日本政府打倒計画の一環としてアメリカ大統領暗殺が行われ、エアフォースワンがスティンガーで撃墜された。
『ゼロの迎撃』
陸上自衛隊第4対戦車ヘリコプター隊所属のAH-64Dが、ハイジャックされた貨物機を撃墜するために使用。
『とある魔術の禁書目録』
木原一族の木原数多が神の右席の前方のヴェントに対して使用するが、魔術を使用していたヴェントには効果はなかった。
『緋弾のアリア』
ジーサードが遠山キンジに使用。

### ゲーム
『ARMA 2』
『Armed Assault』
『Just Cause』
『Operation Flashpointシリーズ』
『OFP:CWC』
アメリカ軍陣営の対空ミサイル手兵科で使用可能な地対空ミサイルとして「AA Launcher」の名称で登場する。
『OFP:DR』
アメリカ海兵隊陣営で使用可能な地対空ミサイルとしてAN/PVS-4を搭載したものが登場するほか、AH-6J リトルバードの武装として搭載されている。

『Wargame Red Dragon』
NATO陣営のアメリカ軍デッキ、自衛隊デッキで使用可能な対空兵器として登場する。アメリカ軍デッキにはA型とC型が、自衛隊デッキにはA型のみ登場する。
『WarRock』
『エースコンバット アサルト・ホライゾン』
SRNやNRFが使用。ロシア軍が兵器を横流ししているため、反政府ゲリラに過ぎないSRNが地対空ミサイルや戦闘機などの似つかわしくない装備を使用している。
『オペレーションゴースト』
ミッション4・ファイナルミッションで登場。前者はウイルスミサイル弾頭積載のトレーラーを追跡中、4機の敵攻撃ヘリコプターを撃墜するために使用。後者はラスボスが乗るヘリコプターを撃墜にするために使用する（ゲーム内では最高難易度）。
『グランド・セフト・オートV』
「ホーミングランチャー」の名称で登場する。
『コール オブ デューティシリーズ』
『CoD4』
ミッション「狩られしもの」にて、道中の納屋に置いてあり、ロシア超国家主義派のMi-8 ヒップを撃墜することになる。
『CoD:MW2』
キャンペーンのところどころに登場し、敵軍のヘリを撃墜することになる。
『CoD:MW3』
キャンペーンでは使用できず、マルチプレイでのみ使用可能。性能は前作に準じ、航空機のみにしかロックオンできない。しかし、キャンペーンではAct I「Persona non Grata」でのみ、ロシア超国家主義派が外見がAT4のスティンガーミサイルを使用する。
『CoD:BO2』
キャンペーンで使用可能。作中では対地攻撃にも使用でき、敵のBTR-60やMi-24 ハインドなどを破壊するために使用する。
『コール オブ デューティ モバイル』
　「FHJ-18」として登場。チームデスマッチやランクマッチでのUAVやカウンターUAV、対空ミサイルターレット、セントリーガン、ステルスヘリ、VTOL、などなどの破壊が可能。
『CoD:BOCW』
「Cigma 2」として登場。
『CoD:BO6』
「Cigma 2B」として登場。キャンペーンでは最初のミッションで登場し敵のハインドを撃墜することになるが、それ以外はキャンペーンでは一切登場しない。

『バイオハザード アウトブレイク ファイル2』
アンブレラ職員トミー・ニールセンが使用。
生物兵器「ニュクス」が収容されたカーゴを運び出そうとするロドリゲスのヘリに向けて発射したが、躱されてしまう。しかし、躱した時に吊具の部品が破損してカーゴが落下してしまう。
『バトルフィールドシリーズ』
『BF2』
2連装の固定型のほか、M6 ラインバッカーに4連装の箱型ランチャーが搭載されて登場する。
『BF2MC』
固定型が登場する。
『BF3』
工兵の装備として通常の携行型のほか、LAV-ADに車載型が、AH-6Jにも搭載されて登場する。赤外線を発するものになら何でも当てられる実物と違い、敵の航空機・ヘリ・MAVにしかロックオンできない対空専門装備。
『BF4』
工兵の装備として登場。戦闘機やヘリコプターに対してしか使用できない。何故かロシア軍や中国軍も使用できる。旧型であるため、フレアを射出されると弾道を逸らされてしまう。
『BFH』

『マーセナリーズ』
「AAランチャー」の名称で地対空型が登場するほか、国連軍が使用するAH-64D アパッチ・ロングボウ（作中での名称は「YAH-56」）と韓国軍が使用するRAH-66 コマンチ（作中での名称は「LHX」）に空対空型が搭載されて登場する。
『マーセナリーズ2 ワールド イン フレームス』
「対空ミサイル」の名称で登場し、連合軍、ベネズエラ軍（ソラーノ軍）、中国軍（アジアン軍）、海賊が使用する。

『メタルギアシリーズ』
『MG2』
『MGS』
『MGS2』
プラント編にのみ登場するが、ここで登場するスティンガーは旧型であるため、敵のAV-8B ハリアーIIと交戦時に、AV-8Bが射出する囮のフレアまでロックオンしてしまう。
『MGS4』
『MGSPW』や『MGSV』と違い、目標に着弾するまで照準を合わせておかないと誘導しなくなる。
『MGSPW』
スティンガーがまだ開発中で実戦配備されていない1974年を舞台とするが、登場する（実戦配備前であるため、名称は「XFIM-92」となっている）。
『MGSV』
「Honey Bee　SAM-81」という名称で登場。ソ連のアフガニスタン侵攻の際にアメリカがムジャヒディンに極秘裏に供与したが、突如供与した部隊が全滅、部隊の本拠地だった砦はソ連軍に占拠されてしまい、ソ連軍に機密を奪われるのを避けるためにCIAがスネークらに回収を依頼する。また、回収したHoney Beeの解析データをもとに「Killer Bee」を開発することも可能となる。プレイヤーの行動によってはソ連兵もKiller Beeを使用するようになる（ソ連軍曰く「アメリカがゲリラに供与した携行型対空ミサイルと同程度の性能のミサイルの開発に成功」とのこと）。
デルタフォース（PC版、モバイル版）
工兵が使える武装。デルタフォースに登場する、G.T.I.および、ハヴォック両陣営の工兵が使える。目標を一定時間カーソル内にロックオンし続ける事で目標に自動追尾、そして爆発し敵機にダメージを与えれる。単発発射。マズル初速70m/sである。敵航空機が、フレアを使う事でロックが外れ、目標近くを通り過ぎる。他には回避運動をすると、外れる事がある。